# Bauch und Kopf
Bauch und Kopf is een nummer van de Duitse zanger Mark Forster uit 2015. Het is de derde en laatste single van zijn tweede studioalbum Bauch und Kopf.
Met "Bauch und Kopf" won Foster namens zijn deelstaat Rijnland-Palts het Bundesvision Song Contest 2015. Foster scoorde met het nummer ook in de Duitse hitlijsten; het bereikte namelijk de 15e positie in Duitsland. In Oostenrijk had het minder succes met een 69e positie.

## Tracklijst
Cd-single
1. "Bauch und Kopf" (radioversie) - 3:33
2. "Einer dieser Steine" (Funkhaus Session) - 4:22